# Kienesa w Stambule

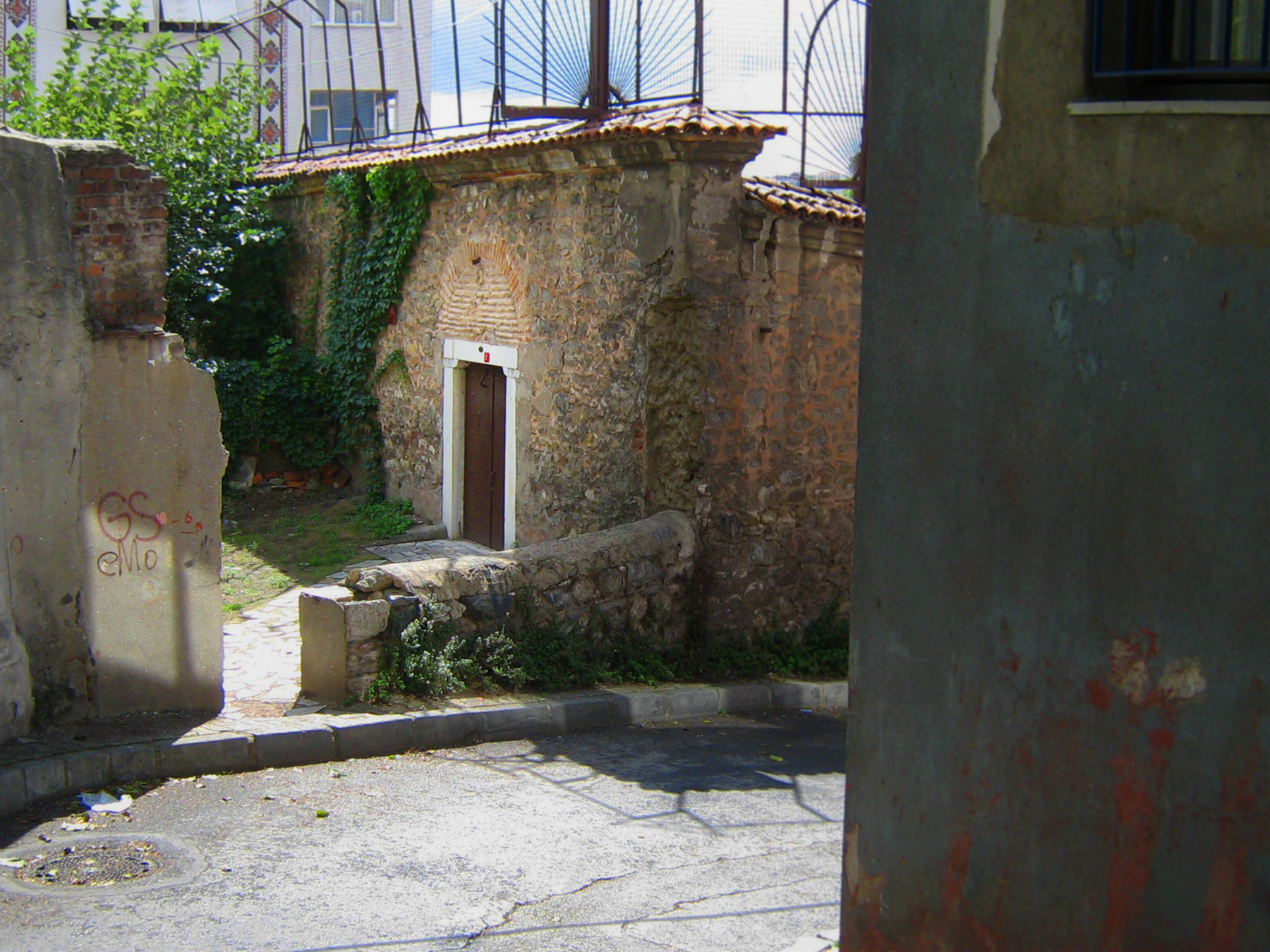
Kienesa w Stambule

Kienesa w Stambule – kienesa karaimska Karahim Sinagogu Kol Kadosh Kushta znajdująca się w Stambule na ulicy Mahlul Sokak w dzielnicy Hasköy. Jest obecnie jedyną czynną kienesą w mieście i jednocześnie w całej Turcji. Jej hazzanem jest Yusuf Çadik.
Obecna budowla, wzniesiona na miejscu starszej niezachowanej kienesy, pochodzi z XVIII w. Ulegała zniszczeniu podczas pożarów dzielnicy w latach 1756, 1883 i 1918. We wnętrzu zwracają uwagę stare marmurowe płyty z inskrypcjami w języku hebrajskim. W przedsionku zachowała się fontanna z marmuru służąca do rytualnego obmywania dłoni przed modlitwą. W sali modlitewnej zabytkowe świeczniki, a także echał ze zwojami Tory. Wnętrze stambulskiej kienesy, mimo podobieństw do kienes na Krymie, odzwierciedla specyfikę obrzędów rytualnych Karaimów tureckich. Karaimska gmina nie zdołała uchronić cennego wyposażenia od kradzieży i zniszczenia starych rękopisów oraz futerału na Torę. Staraniem wspólnoty został sporządzony jednak nowy, zdobiony złotem, futerał.
Kienesa stanowi centrum życia religijnego społeczności stambulskich Karaimów, liczącej około 50 osób. Znajduje się w europejskiej części miasta. Grunty w Hasköy otrzymali Karaimi od sułtana Abdülaziza w drugiej połowie XIX w. Według legendy był to wyraz wdzięczności władcy po wyleczeniu go z choroby oczu przez jedną z Karaimek. Stambuł stanowił przez wieki jeden z ważniejszych ośrodków religii karaimskiej. W XIV w. w mieście znajdowało się aż 7 kienes. Większość ludności karaimskiej mieszkała wówczas w dzielnicy Karaköy. W XIX i XX w.
liczebność i znaczenie gminy w Stambule znacznie osłabła.